# Codex Tovar
Codex Tovar (Кодекс Тобара или Товар; JCB Manuscripts Codex Ind 2) — историческая мезоамериканская рукопись конца XVI века, написанная иезуитом Хуаном де Тобаром и иллюстрированная ацтекскими художниками. Оригинальное название — «Historia de la benida de los Yndios a poblar a Mexico de las partes remotas de Occidente» (рус. История прихода в Мексику индейцев из отдаленных районов Запада). Кодекс близок по содержанию, но не идентичен Кодексу Рамиреса. В настоящее время хранится в библиотеке имени Джона Картера Брауна (англ.) в Провиденсе, Род-Айленд, США.

## О создателе
Хуан де Тобар (1543—1623) был священником-иезуитом и писателем из Новой Испании, одним из многочисленных сыновей капитана Хуана де Тобара, прибывшего на континент вместе с Панфило де Нарваесом во время завоевания Мексики. Его мать была метиской, внучкой конкистадора Диего де Колио. Именно от неё будущий писатель выучил несколько языков коренных народов, особенно науатль, отоми и масауа. Тобар научился говорить на них с большой беглостью, считаясь «мексиканским Цицероном».
В 1573 году он присоединился к иезуитам и до своей смерти путешествовал по разным районам Мексики, собирая различные свидетельства туземцев. Будучи священником-иезуитом, он способствовал изучению мексиканских языков среди семинаристов, поэтому вместе с латынью и греческим им приходилось сначала изучать науатль, прежде чем перейти к философии и теологии. Как писатель, он воплотил идею индихенизма, описывая местные традиции и противостояние между Испанией и Ацтекской империей с точки зрения побеждённого народа и с критикой поведения победителей. Его основным трудом была «История прихода в Мексику индейцев из отдаленных районов Запада, события и паломничества на пути к их государственности, их идолы и храмы, обряды, церемонии и календари»; этот труд известен как «Codex Tovar» и «Кодекс Рамиреса» — последний создан примерно в 1585 году. В «Истории» собраны подробные описания обрядов, правителей и богов ацтеков доколумбового периода.

## Codex Tovar
Рукопись была создана Тобаром между 1587 и 1588 годами, под эгидой историка Хосе де Акосты. Некоторые письма, которыми обменивались Акоста и Тобар, объясняющие историю рукописи, представлены в самом тексте. Похоже, что Тобар, прибывший в Новую Испанию в 1573 году, получил от ордена иезуитов заказ на подготовку истории царства ацтеков на основе достоверных местных источников; однако его незнание пиктографической и иероглифической систем письма ацтеков значительно замедлило работу. Таким образом, Товар встретился с ацтекскими историками и иллюстраторами рукописей (tlacuiloque), чтобы преобразовать эти пиктоглифические источники в более приемлемое для западной исторической традиции описание. Первым результатом исторических исследований Товара стал Кодекс Рамиреса.
Позднее, в 1583 году, в Новую Испанию прибыл историк-иезуит и натуралист Хосе де Акоста. Он намеревался собрать рукописи, чтобы самостоятельно подготовить запись истории ацтеков, но не смог подобрать значительного материала. Не справившись с задачей и покинув Новую Испанию, он обратился к своему коллеге Тобару, который уже значительно продвинулся в подготовке Кодекса Рамиреса. Акоста призвал Тобара отправить копию своей работы королю Испании Филиппу II, который в то время просил подготовить исторические справки о своих южноамериканских владениях: следовательно, Кодекс Рамиреса остался в Мексике, где он был позже вновь найден, а Кодекс Тобара был направлен в Испанию, где Акоста использовал ценную информацию из рукописи для написания раздела об истории ацтеков в своем более общем труде «История природы и морали индейцев».
Саму рукопись можно разделить на четыре части. Во-первых, это обмен письмами между Акостой и Товаром. Второй — Relación, или собственно история. Третий — трактат о религии ацтеков (Tratado de los ritos). Заключительная часть представляет собой календарь, демонстрирующий месяцы ацтеков и соотносящий их с европейским календарем через доминиканскую буквенно-календарную систему. Содержание и иллюстрации первой и второй части заметно близки не только Кодексу Рамиреса, но и к работе Диего Дюрана и Фернандо Альварадо Тецоцомока. Роберт Барлоу предположил, что указанные работы происходят от более ранней, утерянной рукописи, названной им Кроникой X. Некоторые ученые считают, что Тобар написал обе свои работы на основе записей Дюрана, так как сходство между ними значительное, в то время как другие предполагают, что труды обоих ученых базируются на одной и той же группе пиктографических ацтекских документов, ныне утерянных.

## История публикации
В XIX веке рукопись была приобретена сэром Томасом Филлипсом и была вывезена из Испании примерно в 1837 году. Филлипс пытался опубликовать материал, но свет увидели только 23 страницы рукописи, составляя тем самым неполное издание, что встречается крайне редко. В 1946 году рукопись была продана на аукционе и помещена в Библиотеку Джона Картера Брауна, где находится и поныне, хотя ученый Омар Салех Камбрерос предполагает, что, учитывая некоторые небольшие различия между изданием Филлипса и дошедшей до нас рукописи, существует вероятность того, что оригинал кодекса утерян. Позднее рукопись публиковалась разными людьми в различных обстоятельствах: календарный раздел опубликован Кублером и Гибсоном в 1951 году, а транскрипцию и французский перевод всей рукописи с таблицами исторического раздела в 1972 году выпустил Жак Лафайе.